# Natalia Ginzburg
Pour les articles homonymes, voir Ginzburg.
Natalia Ginzburg, née Levi, est une écrivaine italienne, née le 14 juillet 1916 à Palerme et morte le 7 octobre 1991 à Rome. Son œuvre explore les thèmes des relations familiales, de la politique et de la philosophie.
Elle fut l'épouse de l'éditeur antifasciste Leone Ginzburg et la mère de l'historien Carlo Ginzburg. Elle était également la cousine de Margherita Sarfatti, l'égérie de Mussolini.

## Biographie
Natalia Levi entre en littérature en 1933 grâce à une nouvelle intitulée Les Enfants, publiée dans la revue littéraire d’Alberto Carocci (it), Solaria.
En 1938, elle épouse Leone Ginzburg, journaliste, écrivain et professeur d'italien, actif dans le mouvement de résistance italien au fascisme Giustizia e Libertà jusque pendant la Seconde Guerre mondiale. Elle le suit après sa condamnation à la relégation (confino) à Pizzoli, un village reculé des Abruzzes. C’est à cette époque que naissent leurs trois enfants : Carlo, qui deviendra un historien célèbre, Andrea et Alessandra.
En 1942, alors qu’ils réussissent à garder le contact avec le milieu antifasciste de Turin, elle publie son premier roman, La Route qui va en ville. Parce qu'elle est juive, ne pouvant signer ni de son nom de jeune fille, ni de son nom d’épouse, elle choisit le pseudonyme d’Alessandra Tornimparte.
À la chute de Mussolini en 1943, la famille gagne clandestinement Rome. Capturé par les Allemands, son mari Leone meurt sauvagement assassiné en 1944, après avoir été torturé par la Gestapo. Natalia exprima ses sentiments sur sa perte dans un poème intitulé Mémoire.
En 1950, elle se remarie avec Gabriele Baldini, directeur de l’Institut italien de la culture à Londres, et quitte l’Italie pour l'Angleterre. Leur fille naît en 1954, leur fils en 1959, tous deux gravement handicapés. Les années 1950 marquent le début d'une période féconde pour sa production littéraire, dont les thèmes s’orientent vers la mémoire, l’enquête psychologique et la vie familiale.
Elle publie Nos années d’hier en 1952, Valentino obtient le prix Viareggio en 1957, et en 1961 sortent chez la maison d’édition Einaudi Les Voix du soir, roman familial sur la même lignée que Nos années d’hier, qui annonce son œuvre la plus célèbre : son roman autobiographique Les Mots de la tribu. Avec lui, elle obtient le prix Strega, l’équivalent du prix Goncourt en Italie.
En 1969 son second mari, Gabriele Baldini, meurt. Elle publie l’année suivante un recueil d’essais intitulé Ne me demande jamais, dans le sillage d’un recueil d’articles précédent, Les petites vertus, publié en 1962. En 1974, c’est encore un recueil d’essais qu’elle publie : Vie imaginaire.
Elle ne retourne au roman qu’en 1973, avec Cher Michel, et en 1984 avec La ville et la maison. Ces deux romans épistolaires lui permettent de résoudre le problème romanesque que lui posait la dialectique entre les pronoms de la première et de la troisième personne[réf. souhaitée]. Entre ces deux romans, elle publie en 1977 un recueil de deux nouvelles (Famiglia et Borghesia), réunies sous le titre de Famiglia.
C’est enfin au théâtre qu’elle se consacre avec Je t’ai épousé pour l’allégresse, en 1965, et Village de bord de mer en 1972.
En 1980, elle expurge le roman autobiographique de 600 pages Bas la place, y'a personne de Dolores Prato pour une publication dans une version abrégée.
En 1983, elle est élue au Parlement italien dans les rangs du Parti communiste italien.
Natalia Ginzburg meurt à Rome le 7 octobre 1991. Elle est inhumée au cimetière communal monumental de Campo Verano de Rome.

## Écrits
- Bourgeoisies, 1980, roman, rééd. 2002, éd. Denoël
- La strada che va in città (1942) ; La Route qui mène à la ville, 1964, quatre romans courts, éd. Denoël ; rééd. 2014
- È stato così (1947) ; C'est ainsi que cela s'est passé, éd. Denoël 2017
- Tutti i nostri ieri (1952) ; Nos années d'hier, 1re éd. 1956; rééd. 1992, roman, éd. Plon ; nouvelle traduction 2004, Tous nos hiers, éd. Liana Lévi, prix Veillon 1952
- Valentino (1957)
- Sagittario (1957)
- Le voci della sera (1961) ; Les Voix du soir 1962, éd. Flammarion, roman, 1992
- Le piccole virtù (1962) ; Les Petites Vertus, 1964, roman, Flammarion
- Lessico famigliare (1963) ; Les Mots de la tribu, 1966, roman, éd. Grasset
- La madre e altri racconti (1964) ; La Mère, 1993, nouvelles, éd. Calmann-Lévy ; rééd. 1999, éd. du Rocher
- L'inserzione (1966)
- Fragola e panna (1966)
- Dialogo (1970)
- Mai devi domandarmi (1970)
- Caro Michele (1973)
- Vita immaginaria (1974)
- La famiglia Manzoni (1983)
- La città e la casa (1984) ; La Ville et la maison, 1984, roman, rééd. 1988, 2002, Denoël